# Fleur Nagengast
Fleur Doortje Nagengast (Beilen, 28 januari 1998) is een voormalige Nederlandse weg- en veldrijdster. Ze kwam in 2017 en 2018 uit voor Telenet-Fidea en vanaf 2019 voor Parkhotel Valkenburg op de weg en Telenet-Baloise Lions in het veld.
Bij de junioren werd ze tweemaal Nederlands kampioene veldrijden en bij de beloftes pakte ze tweemaal zilver. Op 4 november 2018 won ze brons op het EK in Rosmalen en op 3 februari 2019 behaalde ze zilver op het WK voor beloftes in het Deense Bogense, beide keren op een volledig Nederlands podium samen met Inge van der Heijden en Ceylin del Carmen Alvarado.
Door blessureleed moest ze het veldseizoen 2019-2020 overslaan. Een scheur in het heupgewricht veroorzaakte aanhoudende rugpijn en maakte een operatie noodzakelijk. Het herstel duurde wat langer dan verwacht. Uiteindelijk heeft ze besloten haar carrière te beëindigen.

## Persoonlijk
Nagengast komt uit een wielerfamilie die nauw verbonden is met WSV De Peddelaars uit het Drentse Hoogeveen. Haar oma Doortje werd in 1977 jeugdleider toen haar zoontjes Rudi en Marcel gingen fietsen. Ze was ruim 40 jaar actief, ook als bestuurder, clubhuisbeheerder en jurylid. Fleurs vader Rudi Nagengast reed voor onder meer de ploeg Amstel Bier van Herman Krott. Hij werd na zijn wielercarrière trainer en bestuurder. Haar jongere broers Juul Nagengast en Ruud Junior Nagengast zijn ook actief in het veldrijden.

## Palmares
| Seizoen   | Wereld beker | Super prestige | DVV Trofee | WK        | EK        | NK        | Overige | Totaal aantal zeges |
| --------- | ------------ | -------------- | ---------- | --------- | --------- | --------- | ------- | ------------------- |
| 2014-2015 |              |                |            |           |           | (junior)  |         | 1                   |
| 2015-2016 |              | 24e            | 39e        | 17e (O23) | 13e (O23) | (junior)  |         | 1                   |
| 2016-2017 |              | 33e            | 30e        |           |           | 28e (O23) |         |                     |
| 2017-2018 | 14e          | 16e            | 16e        | 5e (O23)  | 12e (O23) | (O23)     |         |                     |
| 2018-2019 | 13e          | 15e · ( O23)   | 76e        | (O23)     | (O23)     | (O23)     |         |                     |
|           |              |                |            |           |           |           |         |                     |
| Totaal    |              |                |            |           |           | 2         |         | 2                   |

O23 = Onder 23, oftewel de categorie beloftes.
Adegeest · De Boer · Buysman · Duyck · De Gast · Knetemann · F.Markus · Nagengast · Raaijmakers · De Ruiter · Swinkels · Uiterwijk Winkel · Van der Meer · Van Veen · Vollering · De Vuyst · Wiebes
De Boer · Van der Burg · Buysman · Duyck · De Gast · Van der Hulst · Kasper · Koster · Markus · Nagengast · Nilsson · Raaijmakers · K. Swinkels · S. Swinkels · Van Veen · Vollering · Wiebes